# Pleopodoscia isabelensis
Pleopodoscia isabelensis es una especie de crustáceo isópodo terrestre de la familia Philosciidae.

## Distribución geográfica
Es endémica de la isla de Fernando Póo (Guinea Ecuatorial).